# Heinz Flotho
Heinz Flotho (Osnabrück, 23 febbraio 1915 – Gelsenkirchen, 29 gennaio 2000) è stato un calciatore tedesco, di ruolo portiere o attaccante.